# Черкун, Игорь Валентинович
И́горь Валенти́нович Черку́н (укр. Ігор Валентинович Черкун; 17 февраля 1965, Мелитополь, Запорожская область — 23 сентября 2021, Запорожье) — советский и украинский футболист, игравший на позиции защитника.

## Биография
Воспитанник запорожского футбола, первый тренер — Виктор Лейнер. В 1981 году, при тренере Александре Томахе, начал привлекаться к играм за дубль «Металлурга». Начинал играть в нападении, впоследствии из-за высокого роста был переведён на позицию защитника. В 1984 году был призван в армию. В течение 5 месяцев служил в мотострелковой части в Николаеве, во время службы выступал на первенство дивизии, где был замечен и переведён в комендантскую роту, в Симферополь, где попал в дубль местной «Таврии». Однако, после назначения тренером клуба Анатолия Конькова, военнослужащие перестали привлекаться в основную команду, и остаток службы Черкун играл на любительском уровне.
После демобилизации вернулся в Запорожье. Благодаря случайной встрече со знакомым по ДЮСШ «Металлурга» тренером Григорием Вулем, в то время возглавлявшим запорожское «Торпедо», был приглашён в команду, выступавшую во второй лиге чемпионата СССР. В течение года появлялся на поле в большинстве матчей «автозаводцев». По окончании сезона был приглашён Геннадием Лисенчуком в никопольский «Колос», однако под давлением городских и областных властей перешёл в главную команду Запорожья — «Металлург», в то время находившийся в первой лиге. Однако, не имея возможности выиграть конкуренцию в команде, в 1990 году принял решение её покинуть. Вскоре после ухода принял предложение Евгения Лемешко и вернулся в «Торпедо». В том же году «автозаводцы» стали победителями своей зоны второй лиги чемпионата СССР, однако Черкун в том сезоне провёл за команду всего 9 матчей. В следующем сезоне уже стал одним из основных игроков «Торпедо».
В составе «Торпедо» Черкун провёл первый чемпионат независимой Украины. Дебютировал в высшей лиге 7 марта 1992 года, выйдя в стартовом составе в выездном матче против симферопольской «Таврии». В том же сезоне запорожская команда установила высшее достижение в чемпионатах Украины, заняв четвёртое место в своей группе, по ходу сезона дважды победив в дерби с «Металлургом». В Кубке Украины «автозаводцы» дважды дошли до полуфинала. Всё это время Черкун был игроком основного состава, выходя на поле практически в каждом матче. В 1993 году, после ухода Лемешко в «Металлист», игрок получил предложение также перейти в харьковскую команду, однако новый тренер «Торпедо», Игорь Надеин, убедил Черкуна остаться.
В 1996 году, после отставки Степана Кравчуна с поста директора Запорожского автозавода, сменилось руководство и у «Торпедо», находившегося на балансе предприятия. У Черкуна с новым руководством практически сразу начали возникать конфликты. Он был обвинён в участии в договорных матчах и в связи с этим принял решение покинуть команду. Вскоре после этого он получил предложение от Александра Ищенко стать игроком кировоградской «Звезды-НИБАС», однако провёл за команду всего 4 матча, а затем в течение полугода был дисквалифицирован из-за преждевременного разрыва контракта с «Торпедо». По окончании дисквалификации места в кировоградской команде для Черкуна уже не нашлось, и летом 1997 года он принял предложение Виктора Матвиенко вернуться в «Торпедо». Однако у запорожской команды к тому времени начались серьёзные финансовые проблемы, что отразилось и на результатах «автозаводцев», в связи с чем игрок провёл в составе всего полгода. Заканчивал карьеру Черкун в запорожском «Викторе», во второй лиге. По завершении выступлений играл на любительском уровне за запорожские клубы, а позже стал детским тренером в нескольких запорожских ДЮСШ.
Скончался в Запорожье 23 сентября 2021 года. Похоронен 28 сентября на кладбище села Разумовка.